# Deutsche Oper am Rhein
Le Deutsche Oper am Rhein (« Opéra allemand sur le Rhin ») est une entreprise de théâtre musical commune aux villes de Düsseldorf et Duisbourg qui poursuit une longue tradition de collaboration des deux grandes cités voisines et présente des opéras, des opérettes, des comédies musicales ainsi que des ballets. C'est la plus importante de ce genre en Allemagne.

## Historique
C'est en 1873 que commença la construction du Stadttheater de Düsseldorf, première salle d'opéra dans cette ville, selon les plans de l'architecte Ernst Giese. Dès le 28 novembre 1875, c'est-à-dire avant même l'achèvement des travaux, eurent lieu les premières représentations. La municipalité, propriétaire du bâtiment, fut conduite à prendre cette décision au vu des importants dépassements budgétaires constatés et sous la pression des entreprises de spectacle privées qui devaient l'utiliser. 
Le 13 novembre 1887 eut lieu l'inauguration réussie de la Tonhalle de Duisbourg, avec la représentation de Preziosa de Carl Maria von Weber. Cette salle avait pu être construite grâce à la générosité de la bourgeoisie de Duisbourg. On se décida alors à établir une collaboration étroite en matière d'opéra avec Düsseldorf.